# بنك روسيا
بنك روسيا هو بنك روسي تأسس في 27 يونيو 1990. يقع المقر الرئيسي للشركة في سانت بطرسبرغ.
ارتبط البنك بنظام فلاديمير بوتين في روسيا. كشف تسريب أوراق باندورا أن البنك أنشأ شبكة من الشركات التي تحتفظ بالثروة الخارجية للنخب الروسية.